# Samsung SGH-U700
Samsung SGH-U700 – telefon komórkowy koreańskiego koncernu Samsung Electronics. Telefon został nagrodzony, przez EISA, mianem "Europejskiego Telefonu Komórkowego roku 2007/2008". Główne cechy tego aparatu to:
- Aparat cyfrowy z matrycą 3.2 MPix autofocusem oraz lampą błyskową
- Technologie transmisji danych: WAP, GPRS, EDGE, UMTS oraz HSDPA do 3.6 MB/s
- Rozmowy wideo
- Odtwarzacz MP3
- Slot kart pamięci microSD
- Wyświetlacz TFT LCD wyświetlający 262 tys. kolorów
- 6 dotykowych guzików
- Przeglądarka dokumentów biurowych (Word, Excel, PowerPoint, Acrobat Reader)
- Bluetooth